# Louis Arthur Kickton
Louis Arthur Kickton (* 28. Januar 1861 in Elbing; † 18. Juni 1940 in Hamburg) war ein deutscher Chemiker mit besonderem Schwerpunkt auf der Lebensmittelchemie. Er wirkte als Leiter der Weinkontrolle am Hygienischen Institut in Hamburg. 1919 wurde er zum Professor ernannt.

## Veröffentlichungen
- Über die Wirkung einiger sogenannter Konservierungsmittel auf Hackfleisch. Zeitschrift für Untersuchung der Nahrungs- und Genussmittel, Band 13, 1907.
- Die Anwendung der Fiehe’schen Reaktion zum Nachweis von künstlichem Invertzucker im Wein. Zeitschrift für analytische Chemie, Band 48, 1909.
- Herstellung, Zusammensetzung und Beurteilung des Marsalaweines. Zeitschrift für Untersuchung der Lebensmittel, Bände 51–52, 1926.
- Herstellung, Zusammensetzung und Beurteilung des Samosweines. Zeitschrift für Untersuchung der Lebensmittel, Band 56, 1928.
- Verhalten von Gelatine gegen Farbstoffe in Weinen. Zeitschrift für Untersuchung der Lebensmittel, Band 51, 1926.
- Die Ersatzweine des echten Portweines: Sog. spanischer Portwein (Tarragona), griechischer, kalifornischer, Kap-Portwein. A. Kickton und R. Murdfield, Jahresbericht für Agrikultur-Chemie, Band 57, 1916.
- Zusammensetzung von Reismeldesamen. Kickton und Krüger, Zeitschrift des Vereins Deutscher Chemiker, Band 31, 1916.
- Über die Verwendbarkeit der Resorcin-Salzsäure-Reaktion nach Fiehe zum Nachweis von künstlichem Invertzucker im Wein. Zeitschrift für Untersuchungen d. Nahrgs. u. Genussm. Band 16, 1908.
- Alkalitätsbestimmungen von Fleischaschen und der Asche einiger Kaseinpräparate nach dem Fällungsverfahren von Farnsteiner. Zeitschrift für Untersuchung der Nahrungs- und Genussmittel, Band 16, 1908.
- Versuche über den Zusatz von Stärke und Wasser zur Knackwurstmasse. Zeitschrift für Untersuchung der Nahrungs- und Genussmittel, Band 14, 1907.
- Über den praktischen Wert der Glykogenbestimmung zum Nachweise von Pferdefleisch. Zeitschrift für Untersuchung von Nahrungs u. Genussmittel, Band 14, 1909.
- Über verdächtige Farbstoffreaktionen dunkeler Weine. Zeitschrift für Untersuchung der Nahrungs- und Genussmittel, Band 12, 1906.
- Herstellung, Zusammensetzung und Beurteilung des Portweines. A. Kickton und R. Murdfield, Zeitschrift für Untersuchung der Nahrungs- und Genussmittel, 1913.
- Untersuchung von Branntwein auf Zusatz von Branntweinschärfen. Zeitschrift für Untersuchung der Nahrungs- und Genussmittel, Band 8, 1904.
- Untersuchung getrockneter Aprikosen. Zeitschrift für Untersuchung der Nahrungs- und Genussmittel, Band 8, 1904.
- Die Ergebnisse der Auslandweinkontrolle in Hamburg bis zum 31. Dezember 1911. Zeitschrift für Untersuchung der Nahrungs- und Genussmittel, Band 24, 1924.
- Herstellung, Zusammensetzung und Beurteilung des Sherrys und seiner Ersatzweine. A. Kickton und O. Korn, Zeitschrift für Untersuchung der Nahrungs- und Genussmittel, Bände 47–48 1924.
- Herstellung, Zusammensetzung und Beurteilung des Madeiraweines und seiner Ersatzweines. Zeitschrift für angewandte Chemie, Band 28, 1915.